# EHF Champions League 2019-2020 (femminile)
L'EHF Champions League 2019-2020, nota anche come DELO EHF Champions League 2019-2020 per ragioni di sponsorizzazione, è stata la 60ª edizione (la 27ª con questa denominazione) della Champions League, organizzata dalla EHF per squadre femminili di pallamano. Il torneo è iniziato il 7 settembre 2019 e si è concluso l'8 marzo 2020, sebbene la conclusione fosse prevista per il 10 maggio 2020 con la finale alla László Papp Budapest Sports Arena di Budapest, in Ungheria.
Il 13 marzo 2020, pochi giorni dopo la fine del turno principale, l'EHF annunciò che, a causa dello scoppio della pandemia di COVID-19 e delle restrizioni imposte dalle varie autorità nazionali, i quarti di finale non si sarebbero disputati prima del 12 aprile 2020. Dopo un primo tentativo di riorganizzare i quarti di finale nel mese di giugno 2020 e la final four a inizio settembre 2020, il 24 aprile 2020 l'EHF cancellò le partite dei quarti previste a giugno. Il 26 giugno successivo venne definitivamente cancellata anche la final four di Budapest.

## Formato
Al torneo hanno preso parte 19 squadre, quattro delle quali sono partite dalle qualificazioni. Nelle qualificazioni le 4 squadre hanno partecipato a un minitorneo con semifinali e finali e solamente la vincente è stata ammessa alla fase a gironi dell'EHF Champions League. Nella fase a gironi le 16 squadre partecipanti sono state divise in quattro gironi da 4 squadre ciascuno, dove ogni squadra affrontava le altre in partite di andata e ritorno, per un totale di 6 giornate. Le prime tre classificare di ciascun girone venivano ammesse al turno principale, portandosi i punti conquistati nella fase a gironi contro le altre qualificate. Qui, le 12 squadre sono state divise in due gironi da 6 squadre ciascuno e ogni squadra affrontava le altre contro le quali non aveva giocato nella fase precedente in partite di andata e ritorno, per un totale di 6 giornate. Le prime quattro dei due gironi venivano ammesse ai quarti di finale e le vincitrici accedevano alla final four per l'assegnazione del titolo.

## Squadre partecipanti
Un totale di 24 squadre appartenenti a 16 diverse federazioni nazionali avevano fatto richiesta di partecipazione al torneo, 16 delle quali squadre vincitrici del proprio campionato nazionale, mentre le restanti 8, eleggibili per la partecipazione all'EHF Cup, chiesero il passaggio all'EHF Champions League. Il 21 giugno 2019 il comitato esecutivo della EHF ha comunicato la lista delle 15 squadre ammesse direttamente alla fase a gironi e la lista delle 4 squadre ammesse alla fase di qualificazione. Tra queste quattro compariva il Gran Canaria, vincitore dell'EHF Challenge Cup. Venne accolta la registrazione presentata da CSM Bucarest, Ferencváros e Brest Bretagne. Venne respinta la richiesta di partecipazione delle danesi dell'Odense, delle tedesche del Thüringer, delle ungheresi del Siófok e dell'Érd, delle norvegesi dello Storhamar.
| Ammesse alla fase a gironi          | Ammesse alla fase a gironi | Ammesse alla fase a gironi | Ammesse alla fase a gironi |
| ----------------------------------- | -------------------------- | -------------------------- | -------------------------- |
| Győri ETO KC                        | Budućnost Podgorica        | Rostov-Don                 | Metz                       |
| Team Esbjerg                        | Vipers Kristiansand        | BBM Bietigheim             | Krim                       |
| IK Sävehof                          | MKS Lublin                 | Podravka Koprivnica        | Râmnicu Vâlcea             |
| Ferencváros                         | CSM Bucarest               | Brest Bretagne             |                            |
| Ammesse alla fase di qualificazione |                            |                            |                            |
| Gran Canaria                        | ŽORK Jagodina              | Baník Most                 | Kastamonu BGSK             |

## Fase di qualificazione
Gli accoppiamenti della fase di qualificazione sono stati definiti in base al ranking dei club. Iil 26 giugno 2019 nella sede dell'EHF a Vienna, in Austria, venne sorteggiato il Baník Most come prima scelta per l'organizzazione delle qualificazioni.
|  | Semifinali     | Semifinali     | Semifinali     |                |            | Finale          | Finale          | Finale          |  |
|  |                |                |                |                |            |                 |                 |                 |  |
|  | Gran Canaria   | Gran Canaria   | 21             |                |            |                 |                 |                 |  |
|  | Gran Canaria   | Gran Canaria   | 21             |                |            |                 |                 |                 |  |
|  | Baník Most     | Baník Most     | 28             |                |            |                 |                 |                 |  |
|  | Baník Most     | Baník Most     | 28             |                | Baník Most | Baník Most      | 35              |                 |  |
|  |                |                |                |                | Baník Most | Baník Most      | 35              |                 |  |
|  |                |                | Kastamonu BGSK | Kastamonu BGSK | 33         |                 |                 |                 |  |
|  | Kastamonu BGSK | Kastamonu BGSK | Kastamonu BGSK | Kastamonu BGSK | 33         | 31              |                 |                 |  |
|  | Kastamonu BGSK | Kastamonu BGSK |                |                |            | 31              |                 |                 |  |
|  | ŽORK Jagodina  | ŽORK Jagodina  | 15             |                |            | Finale 3º posto | Finale 3º posto | Finale 3º posto |  |
|  | ŽORK Jagodina  | ŽORK Jagodina  | 15             |                |            |                 |                 |                 |  |
|  |                |                |                |                |            |                 |                 |                 |  |
|  |                |                |                |                |            | Gran Canaria    | Gran Canaria    | 28              |  |
|  |                |                |                |                |            | Gran Canaria    | Gran Canaria    | 28              |  |
|  |                |                |                |                |            | ŽORK Jagodina   | ŽORK Jagodina   | 15              |  |

Il Baník Most, vincitore delle qualificazioni, ha guadagnato l'accesso alla fase a gironi, Kastamonu e Gran Canaria sono state ammesse al terzo turno di EHF Cup, mentre lo ŽORK Jagodina è stato ammesso al secondo turno di EHF Cup.

## Fase a gironi
La composizione dei quattro gironi è stata sorteggiata il 27 giugno 2019 nella sede dell'EHF a Vienna, in Austria, con le 16 squadre partecipanti divise in quattro urne. Le prime tre classificate di ciascun girone accedono al turno principale, mentre la quarta classificata accede all'EHF Cup.

### Girone A

#### Classifica finale
| Pos | Squadra             | Pt | G | V | N | P | GF  | GS  | DG  |
| --- | ------------------- | -- | - | - | - | - | --- | --- | --- |
| 1.  | Metz                | 10 | 6 | 4 | 2 | 0 | 194 | 158 | +36 |
| 2.  | Vipers Kristiansand | 7  | 6 | 3 | 1 | 2 | 178 | 168 | +10 |
| 3.  | Ferencváros         | 5  | 6 | 2 | 1 | 3 | 167 | 180 | -13 |
| 4.  | Podravka Koprivnica | 2  | 6 | 1 | 0 | 5 | 161 | 194 | -33 |

#### Risultati
|                     | FER   | MET   | POD   | VIP   |
| ------------------- | ----- | ----- | ----- | ----- |
| Ferencváros         | ––––  | 28-34 | 37-31 | 29-34 |
| Metz                | 24-24 | ––––  | 40-26 | 26-17 |
| Podravka Koprivnica | 26-27 | 25-32 | ––––  | 25-24 |
| Vipers Kristiansand | 31-22 | 38-38 | 34-28 | ––––  |

### Girone B

#### Classifica finale
| Pos | Squadra      | Pt | G | V | N | P | GF  | GS  | DG  |
| --- | ------------ | -- | - | - | - | - | --- | --- | --- |
| 1.  | Rostov-Don   | 9  | 6 | 4 | 1 | 1 | 167 | 143 | +24 |
| 2.  | Team Esbjerg | 8  | 6 | 4 | 0 | 2 | 167 | 149 | +18 |
| 3.  | CSM Bucarest | 7  | 6 | 3 | 1 | 2 | 153 | 131 | +22 |
| 4.  | MKS Lublin   | 0  | 6 | 0 | 0 | 6 | 123 | 187 | -64 |

#### Risultati
|              | CSM   | MKS   | ROS   | TEA   |
| ------------ | ----- | ----- | ----- | ----- |
| CSM Bucarest | ––––  | 35-19 | 23-23 | 21-25 |
| MKS Lublin   | 19-23 | ––––  | 20-30 | 22-28 |
| Rostov-Don   | 23-22 | 31-21 | ––––  | 34-26 |
| Team Esbjerg | 22-24 | 35-22 | 31-26 | ––––  |

### Girone C

#### Classifica finale
| Pos | Squadra             | Pt | G | V | N | P | GF  | GS  | DG  |
| --- | ------------------- | -- | - | - | - | - | --- | --- | --- |
| 1.  | Brest Bretagne      | 12 | 6 | 6 | 0 | 0 | 201 | 169 | +32 |
| 2.  | Budućnost Podgorica | 8  | 6 | 4 | 0 | 2 | 168 | 157 | +11 |
| 3.  | Râmnicu Vâlcea      | 2  | 6 | 1 | 0 | 5 | 148 | 165 | -17 |
| 4.  | BBM Bietigheim      | 2  | 6 | 1 | 0 | 5 | 171 | 197 | -26 |

#### Risultati
|                     | BBM   | BRE   | BUD   | RÂM   |
| ------------------- | ----- | ----- | ----- | ----- |
| BBM Bietigheim      | ––––  | 32-35 | 23-30 | 31-28 |
| Brest Bretagne      | 36-30 | ––––  | 32-28 | 37-24 |
| Budućnost Podgorica | 34-28 | 32-35 | ––––  | 23-19 |
| Râmnicu Vâlcea      | 34-27 | 23-26 | 20-21 | ––––  |

### Girone D

#### Classifica finale
| Pos | Squadra      | Pt | G | V | N | P | GF  | GS  | DG  |
| --- | ------------ | -- | - | - | - | - | --- | --- | --- |
| 1.  | Győri ETO KC | 12 | 6 | 6 | 0 | 0 | 216 | 147 | +69 |
| 2.  | IK Sävehof   | 5  | 6 | 2 | 1 | 3 | 148 | 166 | -18 |
| 3.  | Krim         | 4  | 6 | 2 | 0 | 4 | 158 | 170 | -12 |
| 4.  | Baník Most   | 3  | 6 | 1 | 1 | 4 | 151 | 190 | -39 |

#### Risultati
|              | BAN   | GYŐ   | IKS   | KRI   |
| ------------ | ----- | ----- | ----- | ----- |
| Baník Most   | ––––  | 21-46 | 25-25 | 26-31 |
| Győri ETO KC | 35-29 | ––––  | 35-23 | 31-24 |
| IK Sävehof   | 24-19 | 27-36 | ––––  | 21-25 |
| Krim         | 29-31 | 21-33 | 26-28 | ––––  |

## Turno principale
Nel turno principale le squadre portano dalla fase a gironi i risultati e i punti conquistati contro le avversarie del proprio girone che hanno superato il turno. Le prime quattro classificate di ciascun girone accedono alla fase a eliminazione diretta.

### Girone I

#### Classifica finale
| Pos | Squadra             | Pt | G  | V | N | P | GF  | GS  | DG  |
| --- | ------------------- | -- | -- | - | - | - | --- | --- | --- |
| 1.  | Metz                | 13 | 10 | 5 | 3 | 2 | 289 | 270 | +19 |
| 2.  | Team Esbjerg        | 13 | 10 | 6 | 1 | 3 | 289 | 279 | +10 |
| 3.  | Rostov-Don          | 13 | 10 | 6 | 1 | 3 | 279 | 266 | +13 |
| 4.  | CSM Bucarest        | 11 | 10 | 5 | 1 | 4 | 251 | 250 | +1  |
| 5.  | Vipers Kristiansand | 5  | 10 | 2 | 1 | 7 | 281 | 303 | -22 |
| 6.  | Ferencváros         | 5  | 10 | 2 | 1 | 7 | 270 | 291 | -21 |

#### Risultati
|                     | CSM   | FER   | MET   | ROS   | TEA   | VIP   |
| ------------------- | ----- | ----- | ----- | ----- | ----- | ----- |
| CSM Bucarest        | ––––  | 27-24 | 32-27 | 23-23 | 21-25 | 28-22 |
| Ferencváros         | 33-23 | ––––  | 28-34 | 31-35 | 26-25 | 29-34 |
| Metz                | 28-26 | 24-24 | ––––  | 23-20 | 31-31 | 26-17 |
| Rostov-Don          | 23-22 | 29-26 | 24-29 | ––––  | 34-26 | 33-26 |
| Team Esbjerg        | 22-24 | 29-27 | 30-29 | 31-26 | ––––  | 33-30 |
| Vipers Kristiansand | 23-25 | 31-22 | 38-38 | 29-32 | 31-35 | ––––  |

### Girone II

#### Classifica finale
| Pos | Squadra             | Pt | G  | V | N | P | GF  | GS  | DG  |
| --- | ------------------- | -- | -- | - | - | - | --- | --- | --- |
| 1.  | Győri ETO KC        | 19 | 10 | 9 | 1 | 0 | 309 | 252 | +57 |
| 2.  | Brest Bretagne      | 17 | 10 | 8 | 1 | 1 | 311 | 253 | +58 |
| 3.  | Budućnost Podgorica | 10 | 10 | 5 | 0 | 5 | 271 | 266 | +5  |
| 4.  | Râmnicu Vâlcea      | 7  | 10 | 3 | 1 | 6 | 242 | 252 | -10 |
| 5.  | Krim                | 5  | 10 | 2 | 1 | 7 | 250 | 291 | -41 |
| 6.  | IK Sävehof          | 2  | 10 | 1 | 0 | 9 | 224 | 296 | -72 |

#### Risultati
|                     | BRE   | BUD   | GYŐ   | IKS   | KRI   | RÂM   |
| ------------------- | ----- | ----- | ----- | ----- | ----- | ----- |
| Brest Bretagne      | ––––  | 32-28 | 28-29 | 31-22 | 37-26 | 37-24 |
| Budućnost Podgorica | 32-35 | ––––  | 27-28 | 30-25 | 30-28 | 23-19 |
| Győri ETO KC        | 27-27 | 26-24 | ––––  | 35-23 | 31-26 | 35-29 |
| IK Sävehof          | 17-29 | 24-33 | 27-36 | ––––  | 21-25 | 17-23 |
| Krim                | 25-29 | 29-23 | 21-33 | 26-28 | ––––  | 28-28 |
| Râmnicu Vâlcea      | 23-26 | 20-21 | 20-29 | 28-20 | 31-16 | ––––  |

## Fase a eliminazione diretta

### Quarti di finale
I quarti di finali si sarebbero dovuti giocare tra il 3 e il 12 aprile 2020, ma il 13 marzo 2020 l'EHF annunciò che le partite non si sarebbero disputate prima del 12 aprile 2020 a causa dello scoppio della pandemia di COVID-19 in Europa. Il 24 aprile 2020 l'EHF cancellò le partite dei quarti, che erano state riprogrammate nel mese di giugno 2020. Il 26 giugno successivo anche la final four di Budapest venne definitivamente cancellata.
| Squadra 1           | Totale | Squadra 2      | Andata | Ritorno |
| ------------------- | ------ | -------------- | ------ | ------- |
| Râmnicu Vâlcea      | Canc.  | Metz           | Canc.  | Canc.   |
| CSM Bucarest        | Canc.  | Győri ETO KC   | Canc.  | Canc.   |
| Budućnost Podgorica | Canc.  | Team Esbjerg   | Canc.  | Canc.   |
| Rostov-Don          | Canc.  | Brest Bretagne | Canc.  | Canc.   |

## Statistiche

### Classifica marcatrici
Fonte: sito EHF.
| Pos. | Nome                 | Squadra             | Reti |
| ---- | -------------------- | ------------------- | ---- |
| 1    | Jovanka Radičević    | Budućnost Podgorica | 97   |
| 2    | Katrin Klujber       | Ferencváros         | 84   |
| 3    | Ana Gros             | Brest Bretagne      | 78   |
| 4    | Estavana Polman      | Team Esbjerg        | 74   |
| 5    | Cristina Neagu       | CSM Bucarest        | 72   |
| 6    | Alja Varagić         | Krim                | 62   |
| 7    | Sonja Frey           | Team Esbjerg        | 61   |
| 8    | Stine Bredal Oftedal | Győri ETO KC        | 58   |
| 9    | Anna Vjachireva      | Rostov-Don          | 57   |
| 10   | Julja Managarova     | Rostov-Don          | 56   |

## Premi individuali
Migliori giocatrici del torneo.
| Ruolo                       | Giocatrice           | Squadra             |
| --------------------------- | -------------------- | ------------------- |
| Migliore difensore          | Eduarda Amorim       | Győri ETO KC        |
| Migliore giovane giocatrice | Noemi Hafra          | Ferencváros         |
| Migliore allenatore         | Emmanuel Mayonnade   | Metz                |
| Portiere                    | Amandine Leynaud     | Győri ETO KC        |
| Ala sinistra                | Sanna Solberg        | Team Esbjerg        |
| Terzino sinistro            | Cristina Neagu       | CSM Bucarest        |
| Centrale                    | Stine Bredal Oftedal | Győri ETO KC        |
| Terzino destro              | Anna Vjachireva      | Rostov-Don          |
| Ala destra                  | Jovanka Radičević    | Budućnost Podgorica |
| Pivot                       | Asma Elghaoui        | Râmnicu Vâlcea      |